# Rock'n'roll, amore e storie metropolitane
Rock'n'roll, amore e storie metropolitane è una compilation del cantautore italiano Giorgio Gaber, pubblicata nell'ottobre del 2004.

## Descrizione
È un'antologia del periodo Ricordi (salvo i brani a rispettiva chiusura dei due CD, datati erroneamente 1967 ma risalenti al successivo periodo Vedette), con materiale in parte mai pubblicato su CD, tra cui Amore ti chiedo un favore, completamente inedita.

## Tracce
CD 1
1. Ciao ti dirò
2. Oh bella bambina
3. Be Bop A Lula
4. Non dimenticar le mie parole
5. Buonanotte tesoro
6. Bambolina
7. Geneviève
8. Desidero te
9. Rock della solitudine
10. L'alfabeto del cielo
11. Non arrossire
12. La ninfetta
13. T'amo così
14. La ballata del Cerutti
15. Suono di corda spezzata
16. Benzina e cerini
17. La conchiglia
18. Le strade di notte
19. Quei capelli spettinati
20. Il borsellino e la valigia
21. Patatina
22. Una fetta di limone
23. Una lettera
24. Il girasole rosso
25. La cartolina colorata
26. Due ninna nanna
27. Barbera e Champagne

CD 2
1. Trani a gogò
2. Gli amici
3. Una stazione in riva al mare
4. Il mio amico Aldo
5. La mamma del Gino
6. La ballata del pedone
7. Goganga
8. Le nostre serate
9. Porta romana
10. Una ragazzina
11. Gli imbroglioni
12. Un bacio a metà
13. Amore mio
14. Così felice
15. Noi due stupidi
16. Grazie tante
17. C'è una cosa che non sai
18. Il sospetto
19. E giro, giro
20. Il coscritto
21. La maglietta
22. Amore ti chiedo un favore (inedito)
23. Domani ci vediamo
24. La Balilla
25. Ferma gli occhi nel vuoto
26. E la città non lo sa
27. Torpedo blu